# لانغلي (كولومبيا البريطانية)
لانغلي (بالإنجليزية: Langley)‏ هي مدينة كندية تقع في مقاطعة كولومبيا البريطانية. تبلغ مساحة هذه المدينة 10.223 (كم²)، ويبلغ عدد سكانها 23606 نسمة حسب إحصاء سنة 2006 م، بينما كان يسكنها 23643 نسمة في سنة 2001 م. تحتل هذه المدينة المرتبة رقم 165 بين مدن كندا حسب عدد السكان والمرتبة رقم 29 في المقاطعة. نما عدد السكان في هذه المدينة بنسبة (-0.2) بين العامين المذكورين.

## المناخ
| البيانات المناخية لـلانغلي        | البيانات المناخية لـلانغلي | البيانات المناخية لـلانغلي | البيانات المناخية لـلانغلي | البيانات المناخية لـلانغلي | البيانات المناخية لـلانغلي | البيانات المناخية لـلانغلي | البيانات المناخية لـلانغلي | البيانات المناخية لـلانغلي | البيانات المناخية لـلانغلي | البيانات المناخية لـلانغلي | البيانات المناخية لـلانغلي | البيانات المناخية لـلانغلي | البيانات المناخية لـلانغلي |
| الشهر                             | يناير                      | فبراير                     | مارس                       | أبريل                      | مايو                       | يونيو                      | يوليو                      | أغسطس                      | سبتمبر                     | أكتوبر                     | نوفمبر                     | ديسمبر                     | المعدل السنوي              |
| --------------------------------- | -------------------------- | -------------------------- | -------------------------- | -------------------------- | -------------------------- | -------------------------- | -------------------------- | -------------------------- | -------------------------- | -------------------------- | -------------------------- | -------------------------- | -------------------------- |
| الدرجة القصوى °م (°ف)             | 15 (59)                    | 18.5 (65.3)                | 20 (68)                    | 24.4 (75.9)                | 34 (93)                    | 32.2 (90.0)                | 35.6 (96.1)                | 36.1 (97.0)                | 33.3 (91.9)                | 27.5 (81.5)                | 19 (66)                    | 16.1 (61.0)                | 36.1 (97.0)                |
| متوسط درجة الحرارة الكبرى °م (°ف) | 5 (41)                     | 7.6 (45.7)                 | 10.5 (50.9)                | 13.3 (55.9)                | 16.8 (62.2)                | 19.3 (66.7)                | 22.6 (72.7)                | 22.8 (73.0)                | 19.6 (67.3)                | 14.1 (57.4)                | 8.1 (46.6)                 | 5.3 (41.5)                 | 13.7 (56.7)                |
| متوسط درجة الحرارة الصغرى °م (°ف) | −0.6 (30.9)                | 1.2 (34.2)                 | 2.2 (36.0)                 | 3.8 (38.8)                 | 6.7 (44.1)                 | 9.2 (48.6)                 | 10.8 (51.4)                | 11.1 (52.0)                | 8.8 (47.8)                 | 5.6 (42.1)                 | 2.1 (35.8)                 | 0.1 (32.2)                 | 5.1 (41.2)                 |
| أدنى درجة حرارة °م (°ف)           | −14 (7)                    | −12 (10)                   | −8.3 (17.1)                | −2.8 (27.0)                | −0.6 (30.9)                | 1.7 (35.1)                 | 3.9 (39.0)                 | 3.3 (37.9)                 | −1.7 (28.9)                | −7 (19)                    | −16 (3)                    | −19.4 (−2.9)               | −19.4 (−2.9)               |
| الهطول مم (إنش)                   | 176 (6.9)                  | 172.1 (6.78)               | 135.2 (5.32)               | 102.7 (4.04)               | 82.8 (3.26)                | 72.9 (2.87)                | 52.7 (2.07)                | 56.4 (2.22)                | 76.4 (3.01)                | 141 (5.6)                  | 207.5 (8.17)               | 211.3 (8.32)               | 1٬486٫9 (58.54)            |
| المصدر: en:Environment Canada     |                            |                            |                            |                            |                            |                            |                            |                            |                            |                            |                            |                            |                            |

## أعلام
- جيسيكا هيويت
- جون غروفز
- دالاس سميث
- إيفان هاردينغ
- أماندا كرو
- هنتر فوغل
- دون ليو جوناثان
- بيتر ماكسويل إيوارت
- جي. جيل روبنسون

## وصلات خارجية
- الأطلس الحكومي لكندا
- إحصاءات كندا مع ساعة تعداد السكان